# Флаг сельского поселения Теряевское
Флаг муниципального образования сельское поселение Теря́евское Волоколамского муниципального района Московской области Российской Федерации — опознавательно-правовой знак, служащий официальным символом муниципального образования.
Флаг утверждён 26 марта 2007 года решением Совета депутатов сельского поселения Теряевское № 65/18 и 10 апреля 2007 года внесён в Государственный геральдический регистр Российской Федерации с присвоением регистрационного номера 3142.
31 октября 2011 года, в соответствии с законодательством Российской Федерации и законодательством Московской области, регулирующим правоотношения в сфере геральдики, руководствуясь «Уставом» сельского поселения Теряевское Волоколамского муниципального района Московской области, а также учитывая рекомендации Геральдической комиссии Московской области, решением Совета депутатов сельского поселения Теряевское № 129/23, предыдущее решение было признано утратившим силу и утверждено новое Положение о флаге муниципального образования. Рисунок и описание флага были оставлены без изменений.

## Описание
«Флаг сельского поселения Теряевское представляет собой прямоугольное малиновое полотнище с соотношением ширины к длине 2:3, несущее в середине полотнища фигуры белого цвета из герба поселения: парные цепи, уложенные в крест и завершённые на концах крестами».

## Символика
Флаг муниципального образования «Сельское поселение Теряевское» Волоколамского муниципального района Московской области составлен на основании герба сельского поселения Теряевское по правилам и соответствующим традициям вексиллологии и отражает исторические, культурные, социально-экономические, национальные и иные местные традиции.
Среди многих поселений Волоколамского района, да и всей Московской области сельское поселение Теряевское наиболее известно православным, мужским общежительным Иосифо-Волоколамским монастырём. Первоначально он принадлежал Новгородской епархии, а затем был переведён в Московскую.
Монастырь — архитектурный памятник XVI—XVII веков. Средства на постройку монастыря давал князь Борис Васильевич Волоцкий. Особенно монастырь стал знаменит с XVI века. Сюда стали ездить на моление цари и простолюдины. Монастырь был местом заточения врагов государевых и еретиков. В монастыре были заточены многие знаменитые в истории личности: князь Василий Иванович Патрикеев-Косой, Максим Грек, царь Василий Иванович Шуйский.
В монастыре покоятся мощи преподобных Иосифа и Серапиона, а также погребены князья Иван и Фёдор Борисовичи Волоколамские, митрополит Даниил, сосланный сюда Иоанном Грозным, архиепископ Новгородский Феодосий, Скурат Бельский, Малюта Скуратов, помещица села Ярополец Наталья Ивановна Гончарова (тёща А. С. Пушкина).
Основателем (в 1479 году) и игуменом монастыря был Иосиф Волоцкий (1440—1515), известный церковный деятель Руси XV—XVI веков. В своих учениях Иосиф Волоцкий отстаивал мнение, что царская власть от Бога, что царь — глава церкви и государства. Однако не все положения его учения могут восприниматься с современной точки зрения положительно. Так он отрицал все права мышления и знания, потому, что они, по его мнению, ведут к ереси: «мнение — второе падение». Всю жизнь Иосиф Волоцкий боролся с роскошью в церковной и монашеской жизни, придерживался начал строгого общежития. Даже вериги Иосифа Волоцкого (символически представленные на флаге сельского поселения Теряевское в виде цепей завершённых крестами) выполнены из простого кованого железа.
Цепи — символ веры, являются также традиционным геральдическим символом служения обществу, Родине.
Помимо цепей (уложенных в крест) на флаге поселения представлены 4 креста. Символика креста многозначна:
— он олицетворяет единство противоположностей. Вертикальная часть креста — это небесная, духовная и интеллектуальная, позитивная, активная, мужская составляющая; горизонтальная — земная, рациональная, пассивная, отрицательная, женская составляющая;
— крест — символ страдания, муки;
— крест — символ борьбы положительного с отрицательным, высшего с низшим, жизни и смерти.
Четыре креста на флаге сельского поселения символизируют четыре села входящие с его состав (Теряево, Ильинское, Покровское и Шестаково), а также четыре старинные культовые сооружения: Иосифо-Волоколамский монастырь (село Теряево), Ильинская церковь (1783, село Ильинское), Покровская церковь (1806, село Покровское), церковь Рождества Пресвятой Богородицы (1819, село Шестаково).
Белый цвет (серебро) — символ чистоты, ясности, открытости.
Малиновый цвет (пурпур) — символизирует власть, славу, почёт, величие, мощь, благородство происхождения, древность.